# Bistrica v Rožu
Bistrica v Rožu (nemško Feistriz im Rosental) je naselje s približno 1150 prebivalci in trška občina z okoli 2.500 prebivalci v spodnjem delu Roža na Koroškem, v okraju Celovec-dežela.  Je občinsko in lokalno središče z narodnostno mešanim slovenskim in avstrijskim prebivalstvom ter del tradicionalno slovensko govorečega, danes dvojezičnega ozemlja Južne Koroške. V naselju je dvojezična šola in nekaj manjše industrije.
Na območju občine Bistrica v Rožu, natančneje v Svečah, se je rodil znameniti slovenski katoliški duhovnik in narodni buditelj Andrej Einspieler, imenovan tudi "oče Koroških Slovencev". V Svečah je pri cerkvi tudi Galerija Franceta Goršeta. Pred njo je na travniku postavljena serija portretnih glav - doprskih kipov pomembnih slovensko-koroških kulturnih in političnih osebnosti, ki jih je izdelal znameniti slovenski kipar.

## Geografija

### Zemljepisni položaj
Kraj leži v Rožu na nadmorski višini 464 mnm ob železniški progi Celovec - Podrožca, 12 km vzhodno od Podrožce, ob ustju Rut, ki se na jugu zajeda pod ostenje 2236 m visokega Stola.
Občino tako na zahodu kot vzhodu obliva reka Drava, katera na severu občine predstavlja tudi naravno mejo z občino Bilčovs.

### Naselja v občini
Občina Bistrica v Rožu je razdeljena na šest katastrskih občin:  Bistrica v Rožu (Feistritz im Rosental), Gosinje (Gansdorf), Podsinja vas (Hundsdorf), Mače (Matschach), Sveče  (Suetschach), Svetna vas (Weizelsdorf).  Na področju občine se nahaja naslednjih osem naselij (v oklepaju število prebivalcev leta 2001):
| - Zavrh (Bärental) (10) - Bistrica v Rožu (Feistritz im Rosental) (1154) - Podsinja vas (Hundsdorf) (160) - Mače (Matschach) (115) | - Rute, Šentjanške Rute (Rabenberg) (19) - Št. Janž v Rožu (Sankt Johann im Rosental) (248) - Sveče (Suetschach) (639) - Svetna vas (Weizelsdorf) (362) |

## Zgodovina
Področje Bistrice, kakor tudi ostalega Roža, so v 6. stoletju naselili karantanski Slovani in kmalu zatem ustanovili svojo samostojno kneževino. Jezik karantanskih alpskih Slovanov, iz katerega se je razvila sodobna slovenščina, je na celotnem področju Bistrice še danes prisoten v izvornih imenih krajev, rek, potokov in gora. Področje občine je bilo vse do začetka 20. stoletja del strnjenega slovensko govorečega ozemlja Južne Koroške.
Bistrica je tradicionalno industrijska občina: že na začetku 16. stoletja so v teh krajih kovali železo.  Jugozahodno od naselja stoji železen križ v spomin na boje 5. in 6. septembra 1813 z Napoleonovimi vojaki. Križ je bil vlit iz zadnje sarže nekdanjega plavža, ko so v teh krajih še kopali in topili železovo rudo. Kasneje se je lokalna produkcija specializirala na proizvodnjo vsakovrstnih jeklenih žic in vzmeti. 
Leta 1813 je bil v Svečah rojen Andrej Einspieler, katoliški duhovnik, prosvetlitelj in gonilna sila v boju Koroških Slovencev za emancipacijo njihovega jezika in kulture na Koroškem ter ob Matiji Majarju en od najbolj znanih pobudnikov ideje o Zedinjeni Sloveniji. Einspieler je s svojim neutrudnim delovanjem skozi glavnino 19. stoletja udaril temelje modernemu političnemu in kulturnemu gibanju Koroških Slovencev.
19. stoletje je tudi čas, ko začne občina leta 1850 dobivati svojo današnjo podobo.  Sprva je bila sicer ustanovljena kot občina Sveče, vendar se je že leto kasneje preimenovala v Bistrico. 
Bistrica, ki je bila na začetku 20. stoletja še skoraj popolnoma slovensko govoreča, je postala po koncu 1. svetovne vojne prizorišče spopadov med slovenskimi in nemško-nacionalnimi oboroženimi formacijami. Slovenci so želeli osvoboditi Južno Koroško in jo združiti z matičnim narodom v Jugoslaviji, medtem ko so nemško-nacionalni krogi zahtevali nedeljeno Koroško v avstrijski republiki. Mednarodna komisija je za območje, na katerem so potekali boji, razpisala plebiscit.
10.10.1920 se je občina Bistrica na plebiscitu s približno 55 % večino glasov odločila za združitev z matičnim narodom in priključitev k Jugoslaviji, okoli 45 % glasov je šlo za Avstrijo. Poleg tega se je za Jugoslavijo odločila tudi takratna občina Svetna vas, danes del občine Bistrica v Rožu, in sicer s 63 % večino. 
Sredi svetovne gospodarske krize, leta 1933, je železarna, ki jo je od leta 1906 vodila Kranjska industrijska družba, prenehala z obratovanjem. V opuščenih proizvodnih halah so leta 1938 postavili tovarno akumulatorjev.
V času NOB so partizani Gorenjskega odreda napadli naselje, požgali industrijsko žago, močno poškodovali tovarno akumulatorjev in krajevno hidroelektrarno, ter osvobodili  41 ruskih ujetnikov.
Po koncu 2. svetovne vojne je tovarna akumulatorjev, ki je postala znana pod blagovno znamko „Bären-Batterien“, ponesla ime Bistrice po vsem svetu.
V občinskih reformah leta 1973 se je občini Bistrica priključila tudi prej samostojna občina Svetna vas, skupna občina pa se je preimenovala v Bistrico v Rožu. 11. julija 1996 so bile Bistrici v Rožu podeljene pravice trške občine. 
Tovarno akumulatorjev so zaprli leta 1998.

## Prebivalstvo
Po popisu iz leta 2001 je imela občina Bistrica v Rožu 2707 prebivalcev. Od tega jih je imel 93,1 % avstrijsko državljanstvo,  1,8 % bosansko, 1,3 % hrvaško, 1,1 % pa nemško.  13,3 % prebivalstva občine se je uradno izreklo za pripadnike slovenske narodne skupnosti.
Za katolike se je opredelilo 86,4% občanov, za evangeličane 2,9 %, za muslimane pa 2,7 %. Brez uradne veroizpovedi je bilo 6,0 % občanov.
Spodnja tabela prikazuje delež občanov, ki so se v popisih 1951 in 1991 opredelili za Slovence, po posameznih krajih občine Bistrica v Rožu.
| Naselje                          | Število prebivalcev 1991 | Odstotek Slovencev 1991 | Odstotek Slovencev 1951 |
| -------------------------------- | ------------------------ | ----------------------- | ----------------------- |
| Podsinja vas / Hundsdorf         | 157                      | 14.6%                   | 81.5%                   |
| Št. Janž v Rožu / St.Johann i.R. | 279                      | 42.3%                   | 84.5%                   |
| Mače / Matschach                 | 114                      | 16.7%                   | 77.5%                   |
| Sveče / Suetschach               | 574                      | 13.4%                   | 57.7%                   |
| Šentjanške Rute / Rabenberg      | 24                       | 45.8%                   | 92.5%                   |
| Bistrica v Rožu / Feistritz i R. | 1054                     | 6.7%                    | 16.4%                   |
| Zavrh / Bärental                 | 21                       | 0%                      | 77.3%                   |
| Svetna vas / Weizelsdorf         | 323                      | 5.3%                    | 45.4%                   |

## Kultura in znamenitosti
- Župnijska cerkev Sv. Lamberta na južnem obrobju Sveč je izvorno romanska cerkev, ki se v pisnih virih prvič omenja leta 1364. Cerkev je doživela nekatere prenovitve že v 15. stoletju, kasneje tudi v času baroka in okoli leta 1900; čebulasta kapa zvonika izvira iz leta 1861. Cerkev ima Križev pot s slovenskimi podnapisi.

- Podružnična cerkev Sv. Križa se nahaja na nizki vzpetini južno od Bistrice in je bila zgrajena okoli leta 1720. Koničasti zvonik je bil postavljen sredi 19. stoletja.

- Rojstna hiša Andreja Einspielerja v Svečah št. 23, po domače Pri Pregleju. Hiša je odličen primer tradicionalne južnokoroške kmečke arhitekture in izvira iz leta 1772.

## Gospodarstvo in infrastruktura
Po zaprtju tovarne akumulatorjev leta 1998 se je občina soočila s problemom povečane brezposelnosti. Takratni župan Hubert Gradenegger je zato leta 1999 dal ustanoviti Bistriški industrijsko-tehnološki park. Občina je prispevala sredstva za priključitev parka na železniško povezavo med Celovcem in Jesenicami. Še en ugoden geografski dejavnik v razvoju Bistriškega parka je njegova bližina do boroveljske Višje tehnične šole.
Energija reke Drave se na območju Bistrice gospodarsko izkorišča s pomočjo hidroelektrarne, ki proizvaja okoli 354 milijonov kWh na leto.
Od 1. julija 2011 je železniška postaja Bistrica v Rožu vsako uro, ob konicah tudi vsake pol ure, povezana s koroško južno železnico. 
Na področju občine Bistrica v Rožu deluje kar 5 prostovoljnih gasilskih društev, in sicer v Svečah, v Št. Janžu, v Podsinji vasi, v Svetni vasi in v Bistrici.

## Politika

### Občinski svet in župan
Občinski svet Bistrice v Rožu ima 19 članov in se je na zadnjih občinskih volitvah leta 2009 izoblikoval takole:
- 11 sedežev  Socialdemokratska stranka Avstrije (SPÖ)
- 3  sedeži   Koroški Svobodnjaki  (FPK)
- 3  sedeži Enotna lista
- 2  sedeža   Avstrijska ljudska stranka (ÖVP)

Neposredno izvoljena županja je Sonya Feinig (SPÖ).

### Grb
Srebrni medved v grbu občine Bistrica v Rožu ponazarja Medvedjo dolino (Bärental), ki leži na občinskem območju, nakovalo predstavlja stoletja staro železarsko dejavnost, kopje pa je atribut Sv. Lamberta, župnijskega zavetnika Sveč. 
Grb in zastava sta bila občini podeljena 16. julija 1990. Zastava je zeleno-bela, z vključenim grbom.

## Osebnosti
- Andrej Einspieler, duhovnik, publicist in narodni buditelj, oče Koroških Slovencev
- Egydius Hafner, borec proti nacizmu
- Valentin Inzko, avstrijski diplomat in trenutni predsednik NSKS, izvira iz Sveč

## Spletne povezave
- Marktgemeinde Feistritz im Rosental
- Podatki za Bistrica v Rožu. V: Statistik Austria.